# NGC 7603
NGC 7603 este o seyfert 1 galaxy⁠(d) situată în constelația Peștii. A fost descoperită în 23 octombrie 1864 de către Albert Marth. Se află la o distanță de 126,6 de megaparseci de Pământ.